# Barguelonne-en-Quercy
Pour les articles homonymes, voir Barguelonne.
Barguelonne-en-Quercy est une commune nouvelle française résultant de la fusion — au 1er janvier 2019 — des communes de Bagat-en-Quercy, Saint-Daunès et Saint-Pantaléon, située dans le département du Lot, en région Occitanie.

## Géographie

### Communes limitrophes
Les communes limitrophes sont  Carnac-Rouffiac, Cézac, Lendou-en-Quercy, Montcuq-en-Quercy-Blanc, Porte-du-Quercy, Sauzet et Villesèque.
| Carnac-Rouffiac         | Sauzet                | Villesèque |
| Fargues                 | Barguelonne-en-Quercy | Cézac      |
| Montcuq-en-Quercy-Blanc | Lendou-en-Quercy      |            |

### Climat
Pour des articles plus généraux, voir Climat de l'Occitanie et Climat du Lot.
En 2010, le climat de la commune est de type climat océanique dégradé des plaines du Centre et du Nord, selon une étude s'appuyant sur une série de données couvrant la période 1971-2000. En 2020, Météo-France publie une typologie des climats de la France métropolitaine dans laquelle la commune est exposée à un climat océanique altéré et est dans la région climatique Aquitaine, Gascogne, caractérisée par une pluviométrie abondante au printemps, modérée en automne, un faible ensoleillement au printemps, un été chaud (19,5 °C), des vents faibles, des brouillards fréquents en automne et en hiver et des orages fréquents en été (15 à 20 jours).
Pour la période 1971-2000, la température annuelle moyenne est de 13 °C, avec une amplitude thermique annuelle de 15,6 °C. Le cumul annuel moyen de précipitations est de 847 mm, avec 11 jours de précipitations en janvier et 6,2 jours en juillet. Pour la période 1991-2020, la température moyenne annuelle observée sur la station météorologique la plus proche, située sur la commune de Montcuq-en-Quercy-Blanc à 3 km à vol d'oiseau, est de 13,4 °C et le cumul annuel moyen de précipitations est de 830,2 mm,. Pour l'avenir, les paramètres climatiques de la commune estimés pour 2050 selon différents scénarios d’émission de gaz à effet de serre sont consultables sur un site dédié publié par Météo-France en novembre 2022.

### Voies de communication et transports
La desserte de la commune est assurée par la ligne 882 du réseau régional liO, permettant de rejoindre la gare de Cahors.

## Urbanisme

### Typologie
Au 1er janvier 2024, Barguelonne-en-Quercy est catégorisée commune rurale à habitat très dispersé, selon la nouvelle grille communale de densité à sept niveaux définie par l'Insee en 2022.
Elle est située hors unité urbaine. Par ailleurs la commune fait partie de l'aire d'attraction de Cahors, dont elle est une commune de la couronne,. Cette aire, qui regroupe 78 communes, est catégorisée dans les aires de 50 000 à moins de 200 000 habitants,.

### Risques majeurs
Le territoire de la commune de Barguelonne-en-Quercy est vulnérable à différents aléas naturels : météorologiques (tempête, orage, neige, grand froid, canicule ou sécheresse), inondations, feux de forêts, mouvements de terrains et séisme (sismicité très faible). Un site publié par le BRGM permet d'évaluer simplement et rapidement les risques d'un bien localisé soit par son adresse soit par le numéro de sa parcelle.
Certaines parties du territoire communal sont susceptibles d’être affectées par le risque d’inondation par débordement de cours d'eau, notamment la Séoune et la Petite Barguelonne. La cartographie des zones inondables en ex-Midi-Pyrénées réalisée dans le cadre du XIe Contrat de plan État-région, visant à informer les citoyens et les décideurs sur le risque d’inondation, est accessible sur le site de la DREAL Occitanie. La commune a été reconnue en état de catastrophe naturelle au titre des dommages causés par les inondations et coulées de boue survenues en 1982, 1993, 1996 et 1999,.
Barguelonne-en-Quercy est exposée au risque de feu de forêt. Un plan départemental de protection des forêts contre les incendies a été approuvé par arrêté préfectoral le 30 novembre 2015 pour la période 2015-2025. Les propriétaires doivent ainsi couper les broussailles, les arbustes et les branches basses sur une profondeur de 50 mètres, aux abords des constructions, chantiers, travaux et installations de toute nature, situées à moins de 200 mètres de terrains en nature
de bois, forêts, plantations, reboisements, landes ou friches. Le brûlage des déchets issus de l’entretien des parcs et jardins des ménages et des collectivités est interdit. L’écobuage est également interdit, ainsi que les feux de type méchouis et barbecues, à l’exception de ceux prévus dans des installations fixes (non situées sous couvert d'arbres) constituant une dépendance d'habitation.

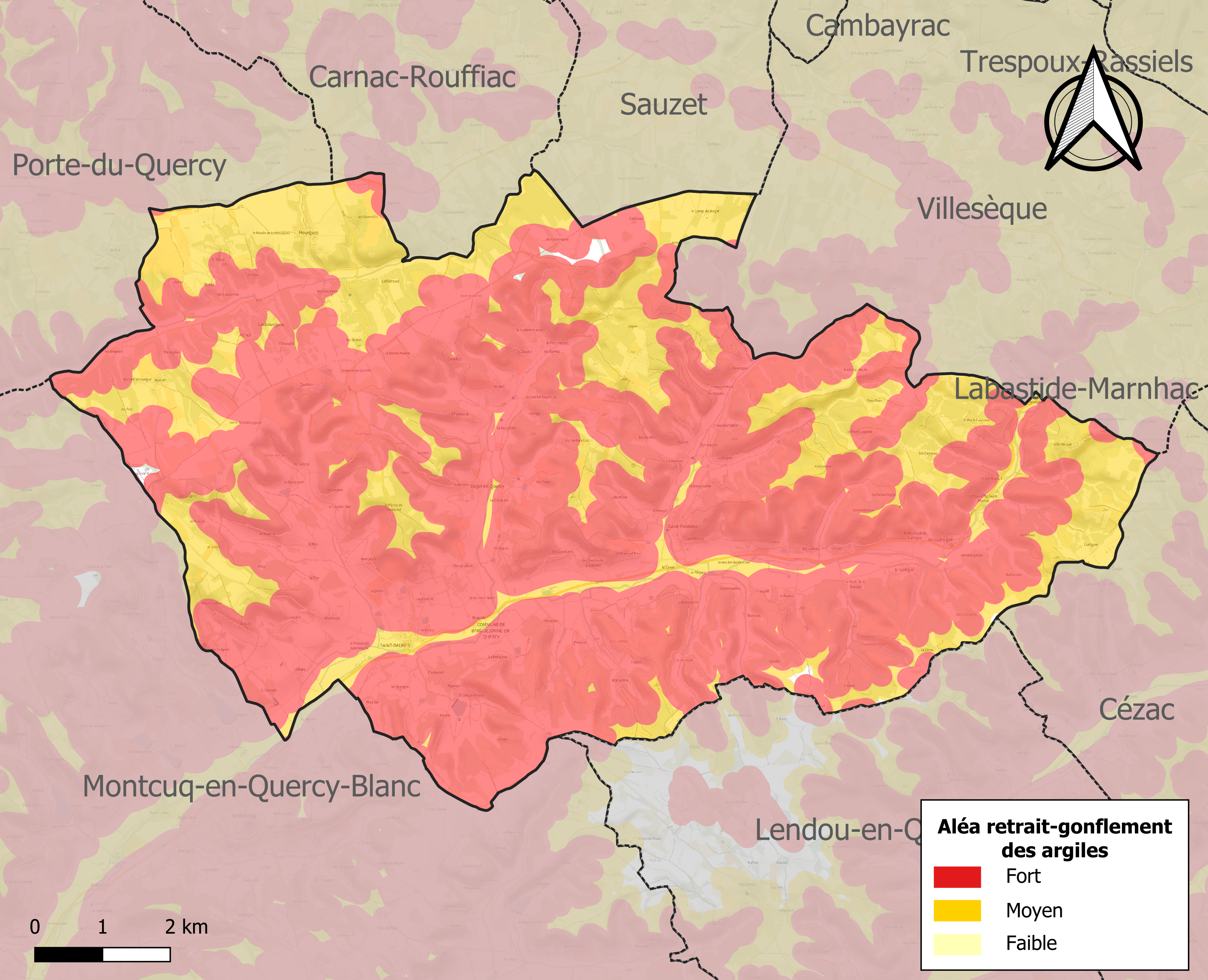
Carte des zones d'aléa retrait-gonflement des sols argileux de Barguelonne-en-Quercy.

Les mouvements de terrains susceptibles de se produire sur la commune sont des éboulements, chutes de pierres et de blocs, des glissements de terrain et des tassements différentiels.
Le retrait-gonflement des sols argileux est susceptible d'engendrer des dommages importants aux bâtiments en cas d’alternance de périodes de sécheresse et de pluie. 99,8 % de la superficie communale est en aléa moyen ou fort (67,7 % au niveau départemental et 48,5 % au niveau national). Sur les 480 bâtiments dénombrés sur la commune en 2019, 480 sont en aléa moyen ou fort, soit 100 %, à comparer aux 72 % au niveau départemental et 54 % au niveau national. Une cartographie de l'exposition du territoire national au retrait gonflement des sols argileux est disponible sur le site du BRGM,.
Par ailleurs, afin de mieux appréhender le risque d’affaissement de terrain, l'inventaire national des cavités souterraines permet de localiser celles situées sur la commune.
Concernant les mouvements de terrains, la commune a été reconnue en état de catastrophe naturelle au titre des dommages causés par la sécheresse en 1989 et 1992 et par des mouvements de terrain en 1999.

## Histoire
La commune est créée au 1er janvier 2019 par un arrêté préfectoral du 28 septembre 2018.

## Politique et administration

### Liste des maires
| Période      | Période  | Identité         | Étiquette | Qualité     |
| ------------ | -------- | ---------------- | --------- | ----------- |
| Janvier 2019 | En cours | Christophe Canal |           | Agriculteur |

### Communes déléguées
| Nom                  | Code Insee | Intercommunalité   | Superficie (km2) | Population (dernière pop. légale) | Densité (hab./km2) |
| -------------------- | ---------- | ------------------ | ---------------- | --------------------------------- | ------------------ |
| Saint-Daunès (siège) | 46263      | CC du Quercy Blanc | 10,11            | 219 (2016)                        | 22                 |
| Bagat-en-Quercy      | 46014      | CC du Quercy Blanc | 16,63            | 193 (2016)                        | 12                 |
| Saint-Pantaléon      | 46285      | CC du Quercy Blanc | 19,37            | 269 (2016)                        | 14                 |

## Population et société

### Démographie
L'évolution du nombre d'habitants est connue à travers les recensements de la population effectués dans la commune depuis sa création.

En 2022, la commune comptait 706 habitants, en évolution de +3,67 % par rapport à 2016 (Lot : +1,31 %, France hors Mayotte : +2,11 %).
| 2016 | 2021 | 2022 |
| ---- | ---- | ---- |
| 681  | 702  | 706  |

## Culture locale et patrimoine

### Lieux et monuments

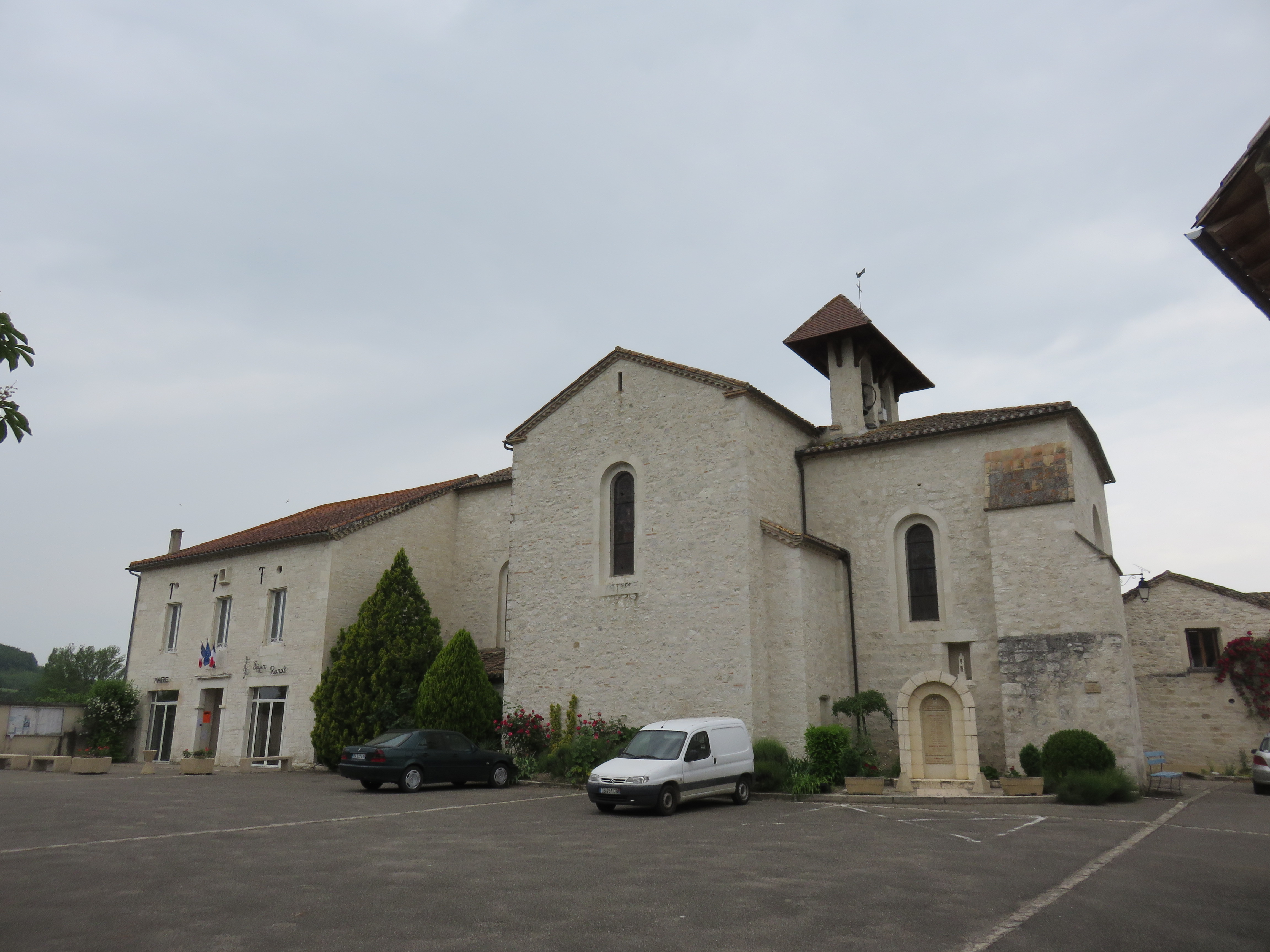
Église Saint-Denis en 2018.

- Église Saint-Denis à Saint-Daunès, avec une peinture de Marguerite-Zéolide Lecran. L'édifice est référencé dans la base Mérimée et à l'Inventaire général Région Occitanie[24]. Un tableau de la Sainte Famille aux anges est référencer dans la base Palissy[25].
- Église Saint-Pantaléon de Saint-Pantaléon du XIIe siècle et son clocher. L'édifice est inscrit au titre des monuments historiques en 1925[26].
- Église Saint-Pierre de Bagat-en-Quercy. L'édifice est référencé dans la base Mérimée et à l'Inventaire général Région Occitanie[27].
- Église Saint-Martial de Saint-Martial. L'édifice est référencé dans la base Mérimée et à l'Inventaire général Région Occitanie[28].
- Église Saint-Jacques de Lasbouygues.

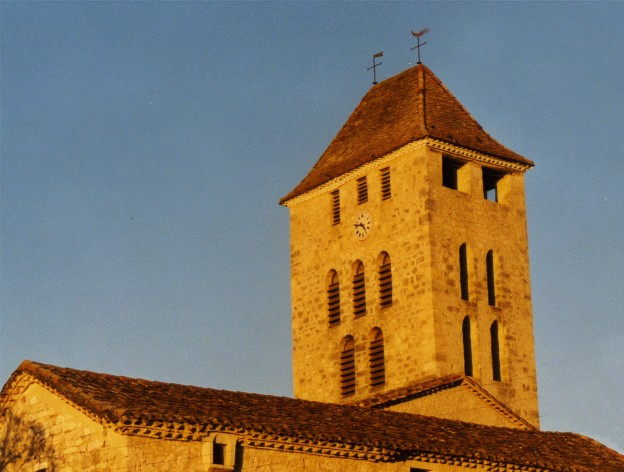
Le clocher de l'église.
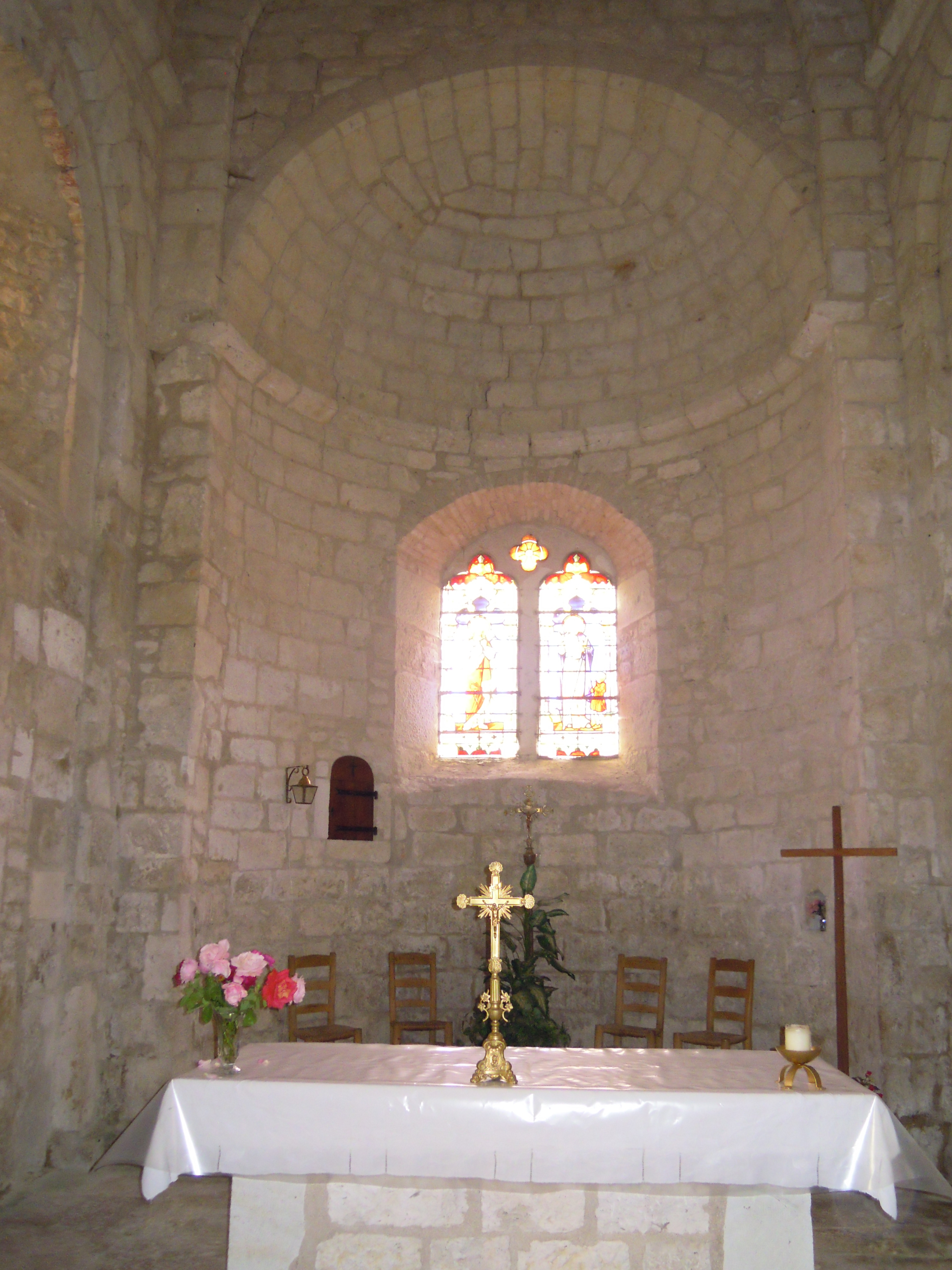
L'intérieur de l'église.